# 神秘蜥鳄属
神秘蜥鳄属（学名：Mystriosaurus），也称迷蜥鱷屬，为真蜥鳄科的一个属。

## 下属物种
本属包括以下物种：
- Mystriosaurus laurillardi Kaup, 1837[2]